# Jørgen Stubberud

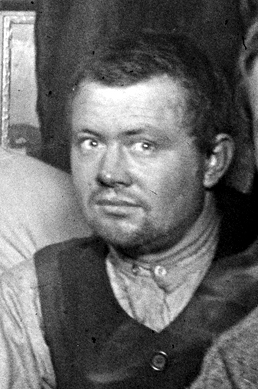
Jørgen Stubberud im Basislager Framheim (1911)

Jørgen Stubberud (* 17. April 1883 in Bekkensten, Svartskog in Oppegård; † 12. Februar 1980 in Oslo) war ein norwegischer Zimmerer, der an der Antarktisexpedition (1910–1912) des Polarforschers Roald Amundsen teilnahm, bei der erstmals Menschen den geographischen Südpol erreichten.

## Leben
Jørgen Stubberud wurde unweit des Anwesens Uranienborg geboren, das Roald Amundsen im Jahr 1908 kaufte. Seit frühester Jugend arbeitete er auf dem Bauernhof seiner Eltern und erlernte schließlich auch den Beruf des Zimmerers. Gemeinsam mit seinen beiden Brüdern war Stubberud 1909 an Renovierungsarbeiten auf Uranienborg beteiligt. Amundsen beauftragte ihn im Anschluss daran mit dem Bau einer vorgefertigten Expeditionshütte, die später als Wohnquartier des Basislagers Framheim diente. Stubberud ergriff dabei erfolgreich die Gelegenheit, Amundsen um die Teilnahme an der Expedition zu bitten. Amundsen hatte seine Zusage von der Erlaubnis durch Stubberuds Frau Sofie abhängig gemacht, die dieser mit zwei kleinen Kindern zurückließ.
Nach der Ankunft des Expeditionsschiffs Fram in der Bucht der Wale am 14. Januar 1911 war Stubberud an der Errichtung des Expeditionsquartiers beteiligt und gemeinsam mit Olav Bjaaland verantwortlich für die Instandhaltung und Verbesserung der Ski- und Schlittenausrüstung. Zudem nahm er an den Schlittenfahrten zur Errichtung von Depots mit Nahrungsmitteln und Brennstoffvorräten auf dem Ross-Schelfeis in Vorbereitung auf den Marsch Richtung Südpol teil.
Stubberud war auch Teil der achtköpfigen Gruppe, die am 8. September 1911 den ersten voreiligen Versuch startete, den Pol zu erreichen. Extreme Temperaturen bis deutlich unter −50 °C zwangen sie, nach Erreichen des Depots auf 80° südlicher Breite zum Basislager zurückzukehren. Dieser Rückzug gestaltete sich chaotisch und hätte Fredrik Hjalmar Johansen und Kristian Prestrud beinahe das Leben gekostet. Johansens anschließende Kritik an Amundsen wegen dessen mangelhafter Expeditionsführung wertete dieser als Untergrabung seiner Autorität und schloss Johansen von der späteren Polgruppe aus. Während Amundsen, Bjaaland, Sverre Hassel, Oscar Wisting und Helmer Hanssen am 19. Oktober 1911 zum erfolgreichen Südpolmarsch aufbrachen, waren Stubberud und Johansen unter der Führung Kristian Prestruds beauftragt, Erkundungsmärsche zur Edward-VII-Halbinsel und zur Bucht der Wale zu unternehmen. In späteren Jahren hielt Stubberud seine positive Meinung über Amundsen aufrecht, gab aber zu, dass dieser den Konflikt mit Johansen besser hätte lösen können.
Nach der Rückkehr der Expedition nach Norwegen war Stubberud unter anderem beratend beim Bau des Expeditionsschiffes Maud beteiligt, mit dem Amundsen in den Jahren 1918 bis 1920 die Nordostpassage durchfuhr. Eigentlich sollte er auch selbst an der Expedition teilnehmen, lehnte jedoch Amundsens Angebot aufgrund gesundheitlicher Probleme ab. Nachdem er von 1921 bis 1922 an der Errichtung eines Staudammes am Fluss Glomma für den Betrieb eines Wasserkraftwerks beteiligt gewesen war, erhielt er durch Vermittlung des Zeitungsverlegers Knut Domaas (1873–1959) einen Posten beim norwegischen Zoll, für den er bis zu seiner Pensionierung im Jahr 1950 tätig war.
In seinen letzten Lebensjahren lebte Stubberud im damaligen Osloer Stadtteil Romsås, wo er sich vorwiegend dem Bau von Schiffsmodellen widmete und 1980 als letztes Mitglied von Amundsens Südpolexpedition fast 97-jährig verstarb.